# ГЕС Таоюань
ГЕС Таоюань (桃源水电站) — гідроелектростанція у центральній частині Китаю в провінції Хунань. Знаходячись після ГЕС Língjīntān, становить нижній ступінь каскаду на річці Юаньцзян, котра впадає до розташованого на правобережжі Янцзи великого озера Дунтін.
У межах проєкту дві протоки річки перекрили бетонними греблями висотою до 30 метрів, а через розташований між ними острів проклали канал довжиною бл. 1 км із судноплавним шлюзом. Греблі утримують водосховище з об'ємом 128 млн м3 (корисний об'єм 5,6 млн м3) та припустимим коливанням рівня поверхні в операційному режимі в діапазоні лише 0,2 метра — між позначками 39,3 та 39,5 метра НРМ (під час повені рівень може зростати до 49 метрів НРМ, а об'єм — до 668 млн м3).
Інтегрований у греблю машинний зал обладнали дев'ятьма бульбовими турбінами потужністю по 20 МВт, які використовують напір у 7,5 метра та забезпечують виробництво 793 млн кВт·год електроенергії на рік.
Видача продукції відбувається по ЛЕП, розрахованій на роботу під напругою 220 кВ.